# Halichondria heterorrhaphis
Halichondria heterorrhaphis är en svampdjursart som beskrevs av Breitfuss 1912. Halichondria heterorrhaphis ingår i släktet Halichondria och familjen Halichondriidae.
Artens utbredningsområde är Vita havet. Inga underarter finns listade i Catalogue of Life.